# Aiello del Sabato
Aiello del Sabato (nápolyiul: Ajello d’’o Sabbato) község (comune) Olaszország Campania régiójában, Avellino megyében.

## Fekvése
A megye délnyugati részén fekszik, a Sabato folyó völgyében. Határai: Atripalda, Avellino, Cesinali, Contrada, San Michele di Serino, Serino és Solofra.

## Története
Neve valószínűleg a latin agellus szóból ered, amelynek jelentése kis mező illetve a folyó nevéből (Sabato), amelyet a legendák szerint Sabatiusról, Noé ükunokájáról neveztek el. A területén találhatók az ókori hirpinusok városának, Sabatianak a romjai, amelyet a legendák szerint a trójai háború menekültjei alapítottak. Első írásos emléke 1045-ből származik. A következő századokban nemesi birtok volt. A 19. században nyerte el önállóságát, amikor a Nápolyi Királyságban felszámolták a feudalizmust.

## Népessége
A népesség számának alakulása:

## Fő látnivalók
- Villa Preziosi
- Palazzo Ricciardellli
- Santa Maria della Natività-templom
- San Sebastiano-templom